# متئو نوداری
متئو نوداری (انگلیسی: Matteo Nodari؛ زادهٔ ۲۴ مهٔ ۱۹۹۱) بازیکن فوتبال اهل ایتالیا است.